# Go West, Young Man
Go West, Young Man es una película estadounidense de 1936, del género comedia, dirigida por Henry Hathaway y con Mae West, Warren William, Alice Brady, Elizabeth Patterson, Raquel Torres y Lyle Talbot en los papeles principales; otro actor de la película es Randolph Scott. 
La historia que se narra está basada en la comedia en tres actos Personal Appearance (1934), de Lawrence Riley (1896 – 1974).
El título de la película hace referencia a la frase «Go West, young man», a menudo es atribuida a Horace Greeley, fundador del New York Tribune, y también al periodista de Indiana John B. L. Soule.